# Ambassade du Royaume-Uni en France
L'ambassade du Royaume-Uni en France est la représentation diplomatique du Royaume-Uni de Grande-Bretagne et d'Irlande du Nord auprès de la République française.
Située au 35, rue du Faubourg-Saint-Honoré (hôtel Chevalier), dans le 8e arrondissement de Paris, elle a pour ambassadrice, depuis 2021, Menna Rawlings.
La résidence de l'ambassadeur se trouve au no 39 de la même voie. Le trottoir longeant ces bâtiments est fermé au public étranger à ces bâtiments diplomatiques.

## La résidence de l'ambassadeur
Entre le 25 août 1790 et le 28 janvier 1793, Lord George Leveson-Gower loue l'hôtel de Monaco, situé au 57 de la rue Saint-Dominique, à la princesse de Monaco. Construit par Alexandre-Théodore Brongniart en 1774 pour la princesse nouvellement divorcée, celle-ci le laisse pour fuir le royaume de France à l'avènement de la Révolution. Puis George III rappelle son ambassadeur à la suite de la journée du 10 août 1792.
La résidence de l'ambassadeur est installée depuis 1814 à l'hôtel de Charost, situé au no 39 de la rue du Faubourg-Saint-Honoré, à une centaine de mètres du palais de l'Élysée.
Construit en 1722 pour Armand de Béthune (1663-1747), duc de Charost, par l'architecte Antoine Mazin (qui est aussi en partie l'auteur des plans de l'hôtel Matignon), il deviendra tour à tour domicile de cette famille aristocratique, ambassade du Portugal, siège de bureaux, un palais impérial et la résidence temporaire de l'ambassadeur d'Autriche, auprès de qui Arthur Wellesley, duc de Wellington, le vainqueur de Waterloo, en fit acquisition pour y installer l'ambassade britannique, dont il sera le premier occupant.
En novembre 1824, le vicomte Granville, réside de nouveau un an à l'hôtel de Monaco en attendant que son logement définitif soit prêt.

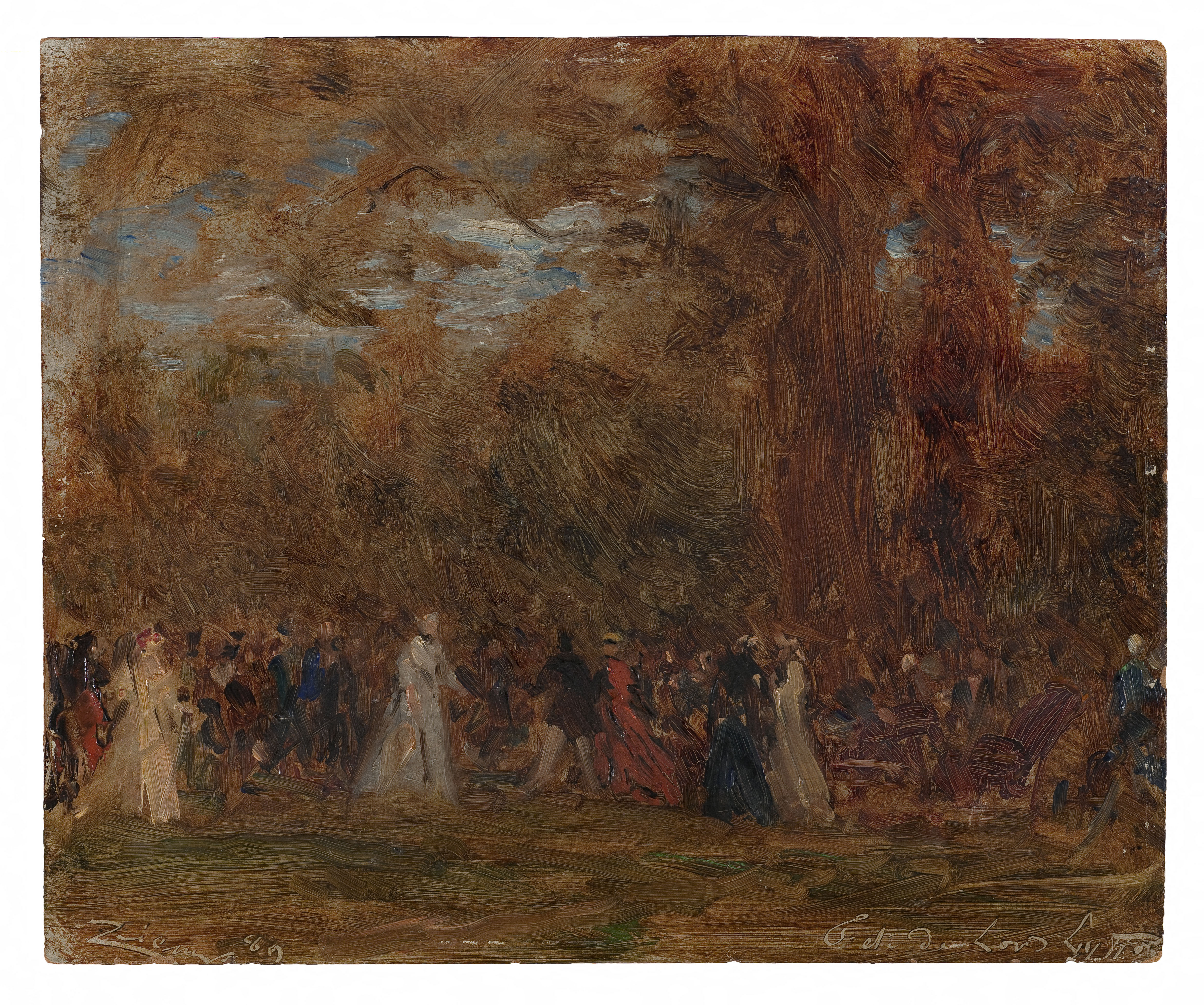
Fête à l'Ambassade d'Angleterre à Paris,
Félix Ziem, 1889,
musée des Beaux-Arts de Rennes.

Chaque année, au moins de juin, a lieu dans les jardins une garden-party réunissant plusieurs centaines de personnes pour fêter l'anniversaire du couronnement de la reine Élisabeth II ; c'est un événement prisé par le Tout-Paris.

## Ambassadeurs du Royaume-Uni en France

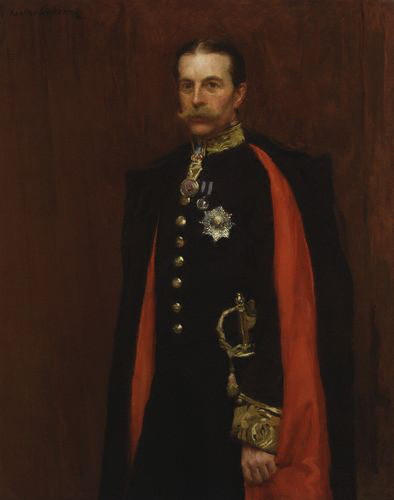
S.E. le marquis de Crewe, ambassadeur à Paris de 1922 à 1928.

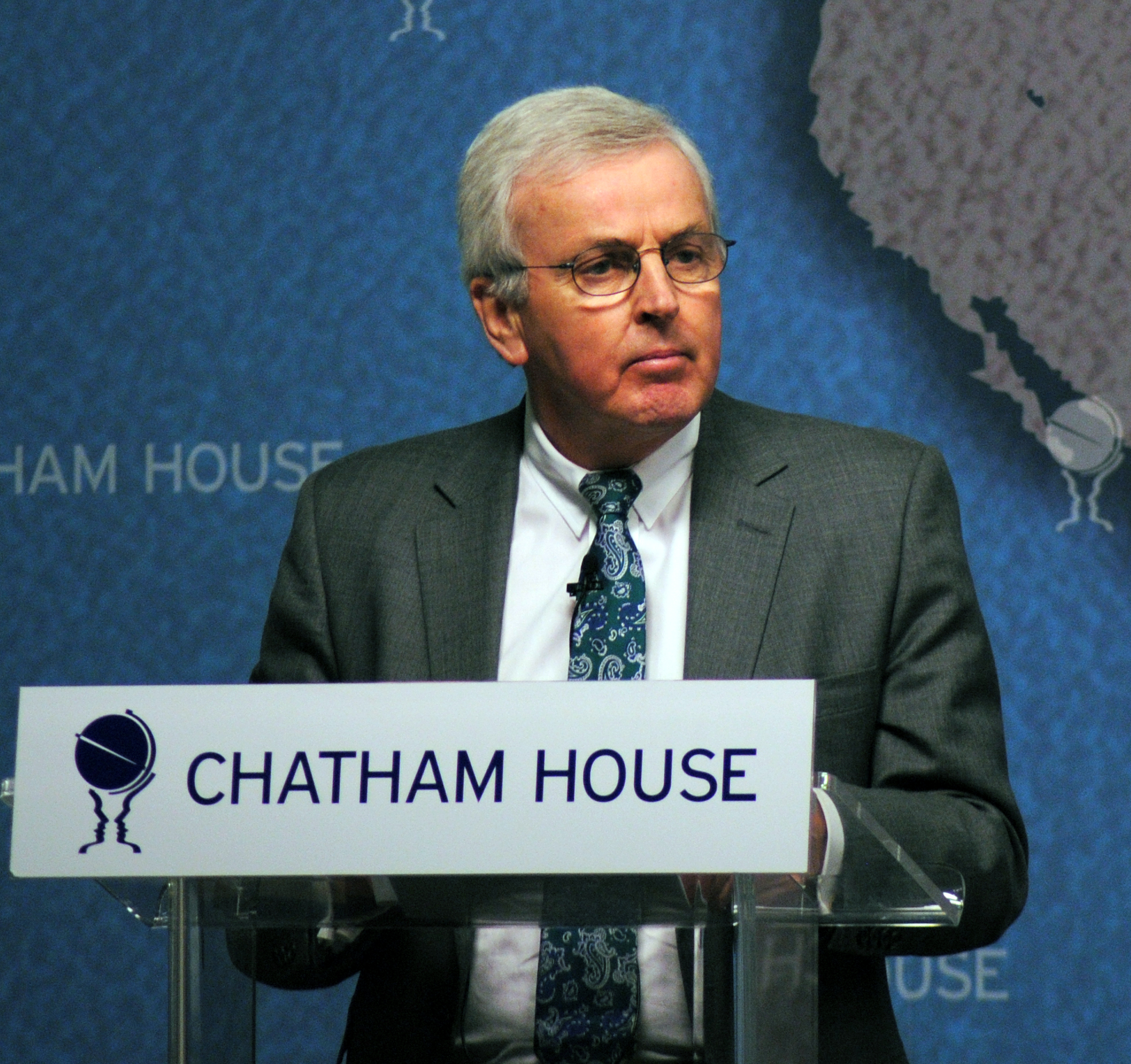
Sir John Holmes, S.M. ambassadeur à Paris de 2001 à 2007.

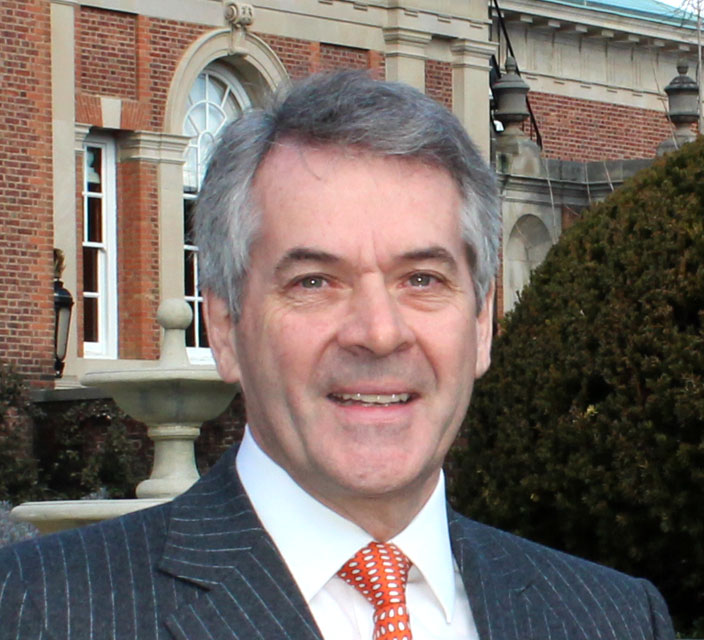
S.E. Sir Peter Westmacott, ambassadeur à Paris de 2007 à 2012.

| Date de nomination                                                                                | Date de nomination | Date de remise des lettres de créance | Date de remise des lettres de créance | Ambassadeur                         |
| ------------------------------------------------------------------------------------------------- | ------------------ | ------------------------------------- | ------------------------------------- | ----------------------------------- |
| ?                                                                                                 |                    | 1783                                  |                                       | David Hartley                       |
| ?                                                                                                 |                    | 1814                                  |                                       | Arthur Wellesley, duc de Wellington |
| ?                                                                                                 |                    | 1815                                  |                                       | Charles Stuart                      |
| ?                                                                                                 |                    | 1824                                  |                                       | Granville Leveson-Gower             |
| ?                                                                                                 |                    | 1828                                  |                                       | Charles Stuart                      |
| ?                                                                                                 |                    | 1830                                  |                                       | Granville Leveson-Gower             |
| ?                                                                                                 |                    | 1835                                  |                                       | Henry Wellesley                     |
| ?                                                                                                 |                    | 1835                                  |                                       | Granville Leveson-Gower             |
| ?                                                                                                 |                    | 1841                                  |                                       | Henry Wellesley                     |
| ?                                                                                                 |                    | 1846                                  |                                       | Constantine Phipps                  |
| ?                                                                                                 |                    | 1852                                  |                                       | Henry Wellesley                     |
| ?                                                                                                 |                    | 9 novembre 1867                       |                                       | Richard Lyons                       |
| ?                                                                                                 |                    | 29 décembre 1887                      | [ JORF 1 ]                            | Robert Lytton                       |
| ?                                                                                                 |                    | 21 mars 1892                          | [ JORF 2 ]                            | Frederick Temple-Blackwood          |
| ?                                                                                                 |                    | 8 décembre 1896                       | [ JORF 3 ]                            | Edmund Monson (en)                  |
| ?                                                                                                 |                    | 23 janvier 1905                       | [ JORF 4 ]                            | Francis Bertie                      |
| ?                                                                                                 |                    | 1er mai 1918                          | [ JORF 5 ]                            | Edward Stanley                      |
| ?                                                                                                 |                    | 30 novembre 1920                      | [ JORF 6 ]                            | Charles Hardinge                    |
| ?                                                                                                 |                    | 30 décembre 1922                      | [ JORF 7 ]                            | Robert Crewe-Milnes                 |
| ?                                                                                                 |                    | 3 août 1928                           | [ JORF 8 ]                            | William Tyrrell                     |
| ?                                                                                                 |                    | 4 mai 1934                            | [ JORF 9 ]                            | George Clerk (en)                   |
| ?                                                                                                 |                    | 28 avril 1937                         | [ JORF 10 ]                           | Eric Phipps                         |
| ?                                                                                                 |                    | 16 novembre 1939                      | [ JORF 11 ]                           | Ronald Hugh Campbell (en)           |
| Pas d'ambassadeur entre 1940 et 1944 en raison de l'occupation de la France par l'Allemagne nazie |                    |                                       |                                       |                                     |
| ?                                                                                                 |                    | 18 novembre 1944                      | [ JORF 12 ]                           | Duff Cooper                         |
| ?                                                                                                 |                    | 16 janvier 1948                       | [ JORF 13 ]                           | Oliver Harvey                       |
| ?                                                                                                 |                    | 14 avril 1954                         | [ JORF 14 ]                           | Gladwyn Jebb                        |
| ?                                                                                                 |                    | 15 octobre 1960                       | [ JORF 15 ]                           | Pierson Dixon (en)                  |
| ?                                                                                                 |                    | 13 février 1965                       | [ JORF 16 ]                           | Patrick Reilly (en)                 |
| ?                                                                                                 |                    | 21 septembre 1968                     | [ JORF 17 ]                           | Christopher Soames                  |
| ?                                                                                                 |                    | 16 novembre 1972                      | [ JORF 18 ]                           | Edward Tomkins (en)                 |
| ?                                                                                                 |                    | 23 décembre 1975                      | [ JORF 19 ]                           | Nicholas Henderson (en)             |
| ?                                                                                                 |                    | 10 mai 1979                           | [ JORF 20 ]                           | Reginald Hibbert (en)               |
| ?                                                                                                 |                    | 25 mars 1982                          | [ JORF 21 ]                           | John Fretwell (en)                  |
| ?                                                                                                 |                    | 24 juin 1987                          | [ JORF 22 ]                           | Ewen Fergusson (en)                 |
| ?                                                                                                 |                    | 15 février 1993                       | [ JORF 23 ]                           | Christopher Mallaby (en)            |
| ?                                                                                                 |                    | 10 juillet 1996                       | [ JORF 24 ]                           | Michael Jay                         |
| ?                                                                                                 |                    | 15 novembre 2001                      | [ JORF 25 ]                           | John Holmes                         |
| ?                                                                                                 |                    | 28 mars 2007                          | [ JORF 26 ]                           | Peter Westmacott                    |
| ?                                                                                                 |                    | 11 juillet 2012                       | [ JORF 27 ]                           | Peter Ricketts                      |
| ?                                                                                                 |                    | 15 février 2016                       | [ JORF 28 ]                           | Julian King                         |
| ?                                                                                                 |                    | 9 novembre 2016                       | [ JORF 29 ]                           | Ed Llewellyn                        |
| ?                                                                                                 |                    | 2 novembre 2021                       | [ JORF 30 ]                           | Menna Rawlings                      |

## Liens privilégiés avec la France
L'ambassade du Royaume-Uni en France administre conjointement avec le British Council en France les bourses Entente cordiale pour les étudiants français de troisième cycle souhaitant étudier au Royaume-Uni,.

## Consulats
Outre celui de Paris, l'ambassade possède en région deux autres consulats (Bordeaux et Marseille), un consulat honoraire à Amiens et une délégation commerciale à Lyon.